# Sovrani dell'Egitto
I Sovrani dell'Egitto dal 1805 (proclamazione del governatorato) al 1953 (abolizione della monarchia e proclamazione della repubblica) sono stati i seguenti.

## Periodo Ottomano

### Wālī (Governatori) dell'Egitto (1805-1867)
- Muḩammad ʿAlī (Mehmet Ali) 1805-1848
- Ibrāhīm Pascià 1848
- Muḩammad ʿAlī (Mehmet Ali) (seconda volta) 1848-1849
- ʿAbbās I 1849-1854
- Saʿīd 1854-1863
- Isma'il Pascià 1863-1867

### Chedivè d'Egitto (1867-1914)
- Isma'il Pascià 1867-1879
- Tawfīq 1879-1892
- ʿAbbās Hilmī (ʿAbbās II) 1892-1914

## Regno d'Egitto

### Sultani d'Egitto (1914-1922)
- Ḥusayn Kāmil 1914-1917
- Fu'ad I d'Egitto 1917-1922

### Re d'Egitto (1922-1953)
- Fu'ad I d'Egitto 1922-1936
- Fārūq I d'Egitto 1936-1952
- Fuʾād II d'Egitto 1952-1953